# Chrysometa cornuta
Chrysometa cornuta är en spindelart som först beskrevs av Bryant 1945.  Chrysometa cornuta ingår i släktet Chrysometa och familjen käkspindlar. Inga underarter finns listade i Catalogue of Life.